# Мала Гора (Преграда)
Мала Гора је насељено место у саставу града Преграде у Крапинско-загорској жупанији, Хрватска. До територијалне реорганизације у Хрватској налазила се у саставу старе општине Преграда.

## Становништво
На попису становништва 2011. године, Мала Гора је имала 169 становника.

## Попис1991.
На попису становништва 1991. године, насељено место Мала Гора је имало 210 становника, следећег националног састава:
| Попис 1991.‍ | Попис 1991.‍ | Попис 1991.‍ | Попис 1991.‍ | Попис 1991.‍ |
| ----------- | ----------- | ----------- | ----------- | ----------- |
|             |             |             |             |             |
| Хрвати      | Хрвати      |             | 209         | 99,52%      |
| Словенци    | Словенци    |             | 1           | 0,47%       |
| укупно: 210 |             |             |             |             |